# Medina profana
Medina profana är en tvåvingeart som först beskrevs av Karsch 1888.  Medina profana ingår i släktet Medina och familjen parasitflugor. Inga underarter finns listade i Catalogue of Life.